# Peter Gabriel (3)
Az 1980-as Peter Gabriel Peter Gabriel harmadik nagylemeze. Az albumon hallható Gabriel két egyik legismertebb dala, az Egyesült Királyságban Top 10-es Games Without Frontiers és a politikai témájú Biko, amely Steve Biko aktivistáról szól.
Az albumot gyakran Meltként emlegetik a borítókép kapcsán, ezt a Hipgnosis készítette.
Szerepel az 1001 lemez, amit hallanod kell, mielőtt meghalsz című könyvben.

## Az album dalai
| 1. | Intruder             | Peter Gabriel | 4:54 |
| 2. | No Self Control      | Gabriel       | 3:55 |
| 3. | Start                | Gabriel       | 1:21 |
| 4. | I Don't Remember     | Gabriel       | 4:41 |
| 5. | Family Snapshot      | Gabriel       | 4:28 |
| 6. | And Through the Wire | Gabriel       | 5:00 |

| 1. | Games Without Frontiers | Gabriel | 4:06 |
| 2. | Not One of Us           | Gabriel | 5:22 |
| 3. | Lead a Normal Life      | Gabriel | 4:14 |
| 4. | Biko                    | Gabriel | 7:32 |

## Közreműködők
- Peter Gabriel – ének, zongora, szintetizátor, basszusszintetizátor, ütőhangszerek
- Kate Bush – háttérvokál a No Self Control és Games Without Frontiers dalokon, (az I Don't Remember-nél nincs jelölve)
- Jerry Marotta – dob, ütőhangszerek
- Larry Fast – szintetizátor, basszusszintetizátor
- Robert Fripp – gitár a No self control, az I Don't Remember és Not One of Us dalokon
- John Giblin – basszusgitár
- Dave Gregory – gitár
- Tony Levin – Chapman Stick az I Don't Remember-ön
- Phil Collins – dob az Intruder és No Self Control dalokon; pergődob a Family Snapshot-on; surdo a Bikón
- Dick Morrissey – szaxofon
- Morris Pert – ütőhangszerek
- David Rhodes – gitár, háttérvokál
- Paul Weller – gitár az And Through the Wire-ön
- Dave Ferguson – sikoltások a Bikón
- Steve Lillywhite – producer

## Fordítás
Ez a szócikk részben vagy egészben a Peter Gabriel (1980 album) című angol Wikipédia-szócikk ezen változatának fordításán alapul.  Az eredeti cikk szerkesztőit annak laptörténete sorolja fel. Ez a jelzés csupán a megfogalmazás eredetét és a szerzői jogokat jelzi, nem szolgál a cikkben szereplő információk forrásmegjelöléseként.